# Tanypus fuscofemoratus
Tanypus fuscofemoratus är en tvåvingeart som först beskrevs av Roser 1840.  Tanypus fuscofemoratus ingår i släktet Tanypus och familjen fjädermyggor.
Artens utbredningsområde är Tyskland. Inga underarter finns listade i Catalogue of Life.